# Gerhard Gosen Geurt Canter Cremers

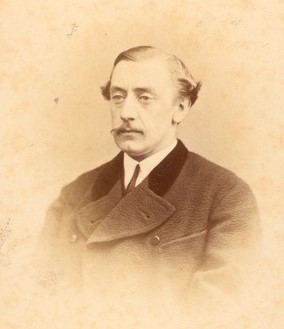
Gerhard Gosen Geurt Canter Cremers

Gerhard Gosen Geurt Canter Cremers (Groningen, 27 augustus 1839 – Culemborg, 6 oktober 1904) was een Nederlands waterbouwkundige. Hij was de zoon van mr. Jacob Johan Canter Cremers, agent bij de Domeinen en jkvr. Maria Elisabeth Alberda van Menkema. Hij is op 23 augustus 1877 in Culemborg gehuwd met Elisabeth van Hoytema, dochter van de dijkgraaf. Hij stamt uit de familie Canter-Cremers. 

## Militaire carrière
Hij werd in 1856 Cadet der Artillerie bij de Koninklijke Militaire Academie, en ging in 1857 over naar de Genie. Op 1 juli 1860 werd hij 2e luitenant in Gorinchem. In 1862 werd hij bevorderd tot 1e luitenant en overgeplaatst naar Amersfoort en Veenendaal. Hier werkte hij aan een omleidingskanaal voor de inundatiewerken van de Grebbelinie. In 1868 kwam hij bij de mineurs en sappeurs in Nijmegen, maar ging het volgende jaar terug naar de geniestaf in Gorinchem voor verbetering van de Nieuwe Hollandse Waterlinie voor het traject tussen Lek en Merwede. In 1871 werd hij kapitein te Everdingen. Daar verbouwde hij het fort Everdingen en het werk aan het Spoel en een aantal verdedigingswerken langs de Diefdijk. In 1876 ging hij naar Den Haag en werd de adjudant an generaal-majoor J.P. Holtzschue, de Inspecteur der Genie.

## Jenever en flessen
Omdat de gezondheid van zijn schoonvaderr, de dijkgraaf A.J. van Hoytema, niet al te best was, en die ook eigenaar was van een bedrijf, werd hij gevraagd om hierin mee te werken. In 1879 nam hij daarom ontslag uit militaire dienst. Na het overlijden van zijn schoonvader in 1887 ging hij met zijn zwager Daniel van Hoytema de firma Van Hoytema &Co (een destilleerderij waar Culemborgse jenever werd gestookt) voort te zetten, Dit was een groot bedrijf dat naast de jeneverstokerij ook een glasfabriek omvatte voor het maken van de jeneverflessen, rond die tijd werkte de helft van de werkende bevolking van Culemborg voor Van Hoytema & Co. Hij nam daarom ontslag uit militaire dienst en ging voor het familiebedrijf werken.       

## Ontginning van het veen
De familie Van Hoytema had geïnvesteerd in de ontginning van veengebieden in De Peel bij Mill (Maatschappij Princepeel). Oorspronkelijk was dit het jachtgebied van de Heren van Cuijk en later van de Prinsen van Oranje, waardoor het gebied aan zijn naam kwam. Het behoorde tot de Domeinen van de Staat der Nederlanden. In 1850 werden 146 ha van het gebied gekocht door kapitaalbezitters uit Mill. In 1864 werden de overige 570 ha publiekelijk verkocht, onder andere dus aan de familie Van Hoytema. De maatschappij stond onder leiding van Nering Bögel, die door een zwakke gezondheid niet in functie kon blijven. Canter Cremers nam de leiding op zich en bouwde zo aan kennis en ervaring op het gebied van landontginning. Zie voor meer details het artikel over het Landgoed Princepeel. Hij werd zo deskundig dat hij in 1892 gekozen werd tot commissaris van de Maatschappij Helenaveen.

## Spoorwegen
Door zijn werk bij Princepeel kwam hij in aanraking met de Noord-Brabantsch-Duitsche Spoorweg-Maatschappij, waarvan  hij in 1882 commissaris en later president-commissaris werd. De aanleg van de stoomtramweg Tiel-Buren-Culemborg is door hem voorbereid; toen een directeur hiervoor benoemd werd, heeft hij zich teruggetrokken. Hij werd hiervan toen commissaris.

## Waterbeheer
Hij werd in januari 1883 dijkgraaf van het polderdistrict Culemborg (een functie die zijn schoonvader ook had gehad), in augustus 1887 werd hij heemraad van het waterschap de Linge-uitwatering en in september 1891 voorzitter daarvan. Dit waterschap beheerde  het kanaal van Steenenhoek. Hij was ook lid van de commissie die de veranderde waterstanden om de Waal moest bestuderen als gevolg van de afsluiting van de Heerewaardense Overlaat in 1902.

## Gezin
Hij trouwde op 23 augustus in Culemborg met met Elisabeth Maria van Hoytema. Zij kregen een zoon (Jacobus Johannes Canter Cremers) en twee dochters.
- Biografisch Portaal: 07015767
- Virtual International Authority File: 278150468384904171425